# Salon Pisko

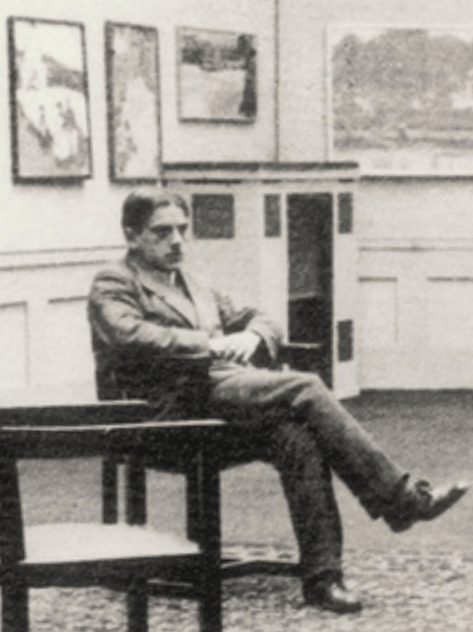
Gustav Pisko in seiner Galerie (1909)

Der Salon Pisko, auch bekannt als Galerie Gustav Pisko, war eine Kunstgalerie in Wien, die ab 1895 von dem jüdischen Kunsthändler Gustav Pisko betrieben wurde. Zur Zeit des Fin de Siècle war sie eine der wichtigsten Wiener Adressen für moderne Kunst.

## Galerist
Gustav Pisko wurde am 21. Oktober 1866 etwa fünfzig Kilometer nordöstlich von Wien in der kleinen, heute slowakischen Stadt Malacky in der Nähe der österreichischen Grenze geboren. Dort war sein Vater Heinrich Enoch Pisko (1821–1895) als Bezirksrabbiner und Schuldirektor tätig; seine Mutter war Luise Pisko, geborene Busch (1829–1907). Gustav war das jüngste von vier Kindern, er hatte eine Schwester und zwei Brüder. Seine Familie übersiedelte im Laufe der 1870er Jahre zunächst nach Prag, später nach Wien. 

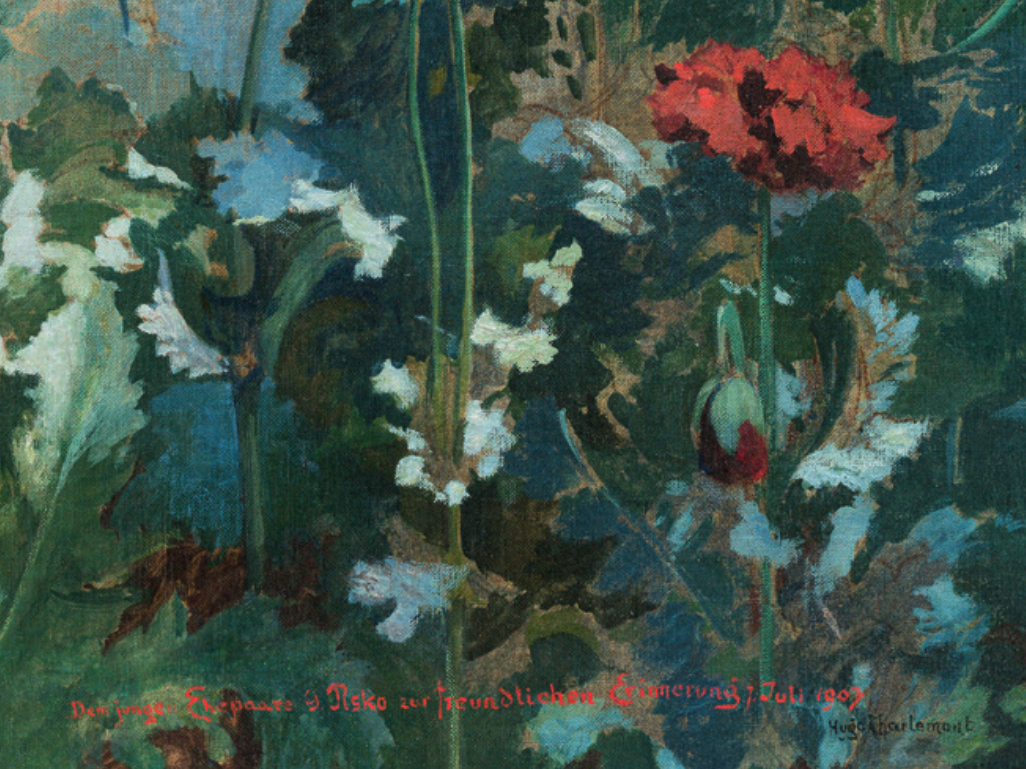
Ausschnitt aus Hugo Charlemonts Gemälde Mohnblumen mit Widmung für das Hochzeitspaar Pisko in Rot

Welche Ausbildung Pisko absolvierte und wann er mit seiner Tätigkeit als Kunsthändler begann, geht aus den vorliegenden Quellen nicht hervor. Mitte der 1890er Jahre eröffnete er im Zentrum Wiens eine Kunstgalerie mit zugehörigem Auktionshaus, die er erfolgreich bis zu seinem frühen Tod im Jahre 1911 leitete. 
Am 8. Juli 1903 heiratete Pisko in Linz seine fünfzehn Jahre jüngere Nichte Clementine Toepfer (1881–1956), eine Tochter seiner älteren Schwester Mathilde. Anlässlich der Hochzeit schenkte ihm der Maler Hugo Charlemont, dessen Galerist er war, ein großformatiges Ölgemälde mit dem Titel Mohnblumen, auf das er im unteren Bereich in leuchtend roter Schrift die Widmung „Dem jungen Ehepaare G. Pisko zur freundlichen Erinnerung/Juli 1903“ geschrieben hatte.
Im April 1904 wurde als erstes Kind des Ehepaares der Sohn Hans Heinrich geboren, der noch im Kleinkindalter starb. Als weitere Kinder gingen aus der Ehe die Töchter Eva (1905–1973) und Marianne (1909–1999) hervor. 
Gustav Pisko starb „nach kurzem, schwerem Leiden“ am 3. März 1911 im Alter von 44 Jahren in Wien an den Folgen einer Hirnhautentzündung. Am 5. März 1911 fand er seine letzte Ruhestätte auf dem Alten Jüdischen Friedhof, einer Abteilung des Wiener Zentralfriedhofs. Sein Grab ist erhalten (Lage: Tor 1, 49-6-7). Aus der Inschrift auf dem Grabstein geht hervor, dass dort auch sein Sohn Hans Heinrich („Hansl“) begraben ist. Seine Witwe heiratete 1921 ihren Cousin Ludwig Toepfer und emigrierte mit diesem 1944 aus Nazideutschland über Kuba in die Vereinigten Staaten, wo sie im Juli 1956 in Los Angeles starb.

## Kunstsalon

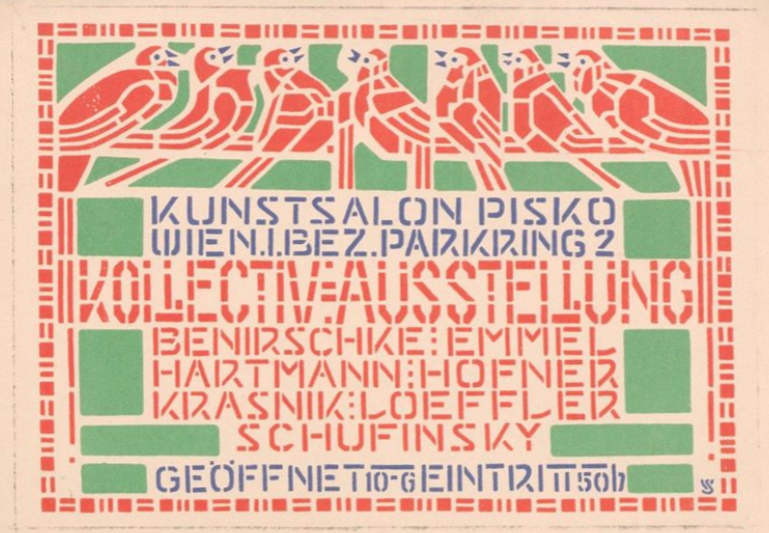
Ankündigung einer Ausstellung im Salon Pisko auf einem Plakat von Viktor Schufinsky

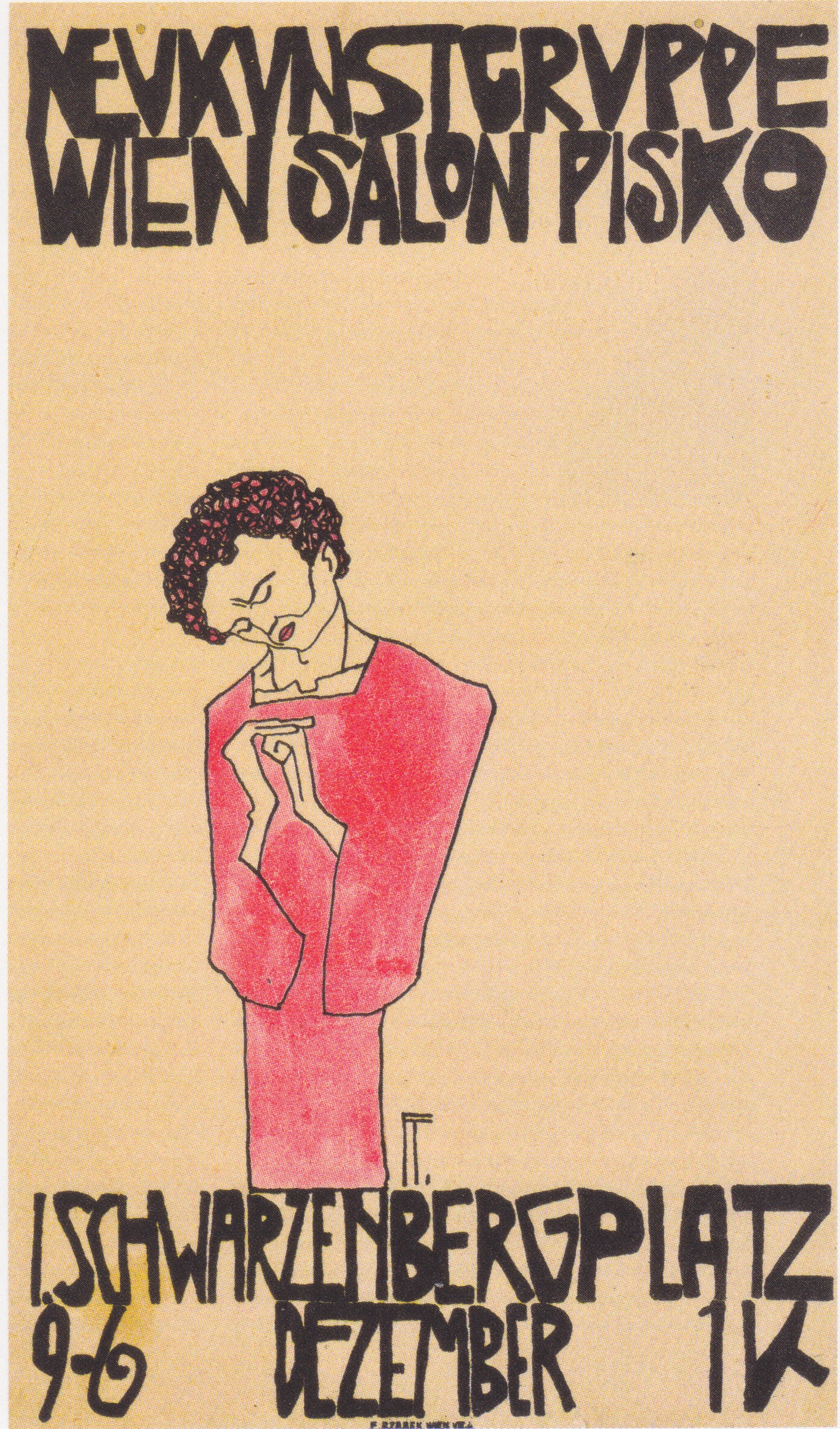
Von Anton Faistauer gestaltetes Plakat zur ersten Ausstellung der Neukunstgruppe im Salon Pisko (1909)

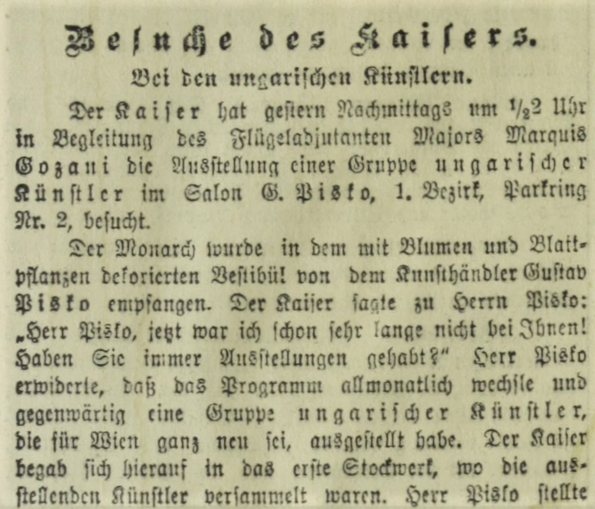
Bericht im Neuen Wiener Tagblatt über den Besuch des Kaisers in der Kunstgalerie Pisko am 8. April 1903

Die Kunsthandlung wurde 1895 von Pisko an der Adresse Parkring 2 eingerichtet und 1906 in das Haus Lothringer Straße 14 am Schwarzenbergplatz verlegt. Pisko präsentierte neben Gemälden und Skulpturen auch kunsthandwerkliche Gegenstände. Im Salon Pisko fanden im monatlichen Wechsel zahlreiche Einzel- und Gruppenausstellungen sowohl arrivierter als auch junger, noch unbekannter Künstler statt. Seine Galerie entwickelte sich rasch zu einem bekannten und gefragten Ausstellungsort und zählte neben der
Galerie Miethke, der Galerie Arnot und der Secession zu den wichtigsten Kulturträgern in Wien.
Aus den Anfangsjahren der Galerie am Standort Parkring 2 ist ein von Viktor Schufinsky gestaltetes Werbeplakat für eine „Kollectivausstellung“ erhalten, an der neben Schufinsky selbst unter anderen die Künstler Max Benirschke, Antonija Krasnik und Bertold Löffler teilnahmen.
Zu den bekannten Künstlern, deren Werke Pisko zeigte, gehörte neben Hugo Charlemont, Marie Egner und Max Oppenheimer auch Tina Blau, die 1899 in seinem Salon erstmals ihre Werke in Wien in einer Kollektivausstellung präsentierte. 
Im Frühjahr 1902 präsentierten die Berliner Maler Walter Leistikow und Max Liebermann gemeinsam mit Paul Schad-Rossa aus Graz ihre Gemälde in einer Gemeinschaftsausstellung bei Pisko. Im November 1903 stellten Schüler von Koloman Moser, der an der Kunstgewerbeschule lehrte, ihre Arbeiten in der Galerie Pisko aus.
Auch der Gruppe der Acht Künstlerinnen, der Malerinnen, Grafikerinnen und Bildhauerinnen angehörten, bot Pisko seine Räume zur Ausstellung ihrer Werke an. Im Abstand von ein bis zwei Jahren stellten die Künstlerinnen zwischen 1900 und 1909 regelmäßig bei ihm aus, hatten jedoch keinen Verkaufserfolg.
Am 17. Juni 1909 war der Salon Pisko der Ort, an dem der junge Maler Egon Schiele gemeinsam mit 14 künstlerischen Freunden die Neukunstgruppe gründete. Am selben Tag wurde vereinbart, dass die Gruppe im Dezember des Jahres bei Pisko ihre Werke erstmals in einer Gruppenausstellung zeigen konnte. Zuvor hatten sich die Künstler gegenüber Pisko schriftlich verpflichten müssen, die Ausstellung ausreichend mit einer bestimmten Anzahl an Bildern zu beschicken. Anton Faistauer, ein Gründungsmitglied der Neukunstgruppe, gestaltete das Werbeplakat für diese Ausstellung.
Neben dem Ausstellungsbetrieb fanden in der Galerie Pisko auch regelmäßig Kunstauktionen statt, bei denen teils umfangreiche private Kunstsammlungen aus Nachlässen versteigert wurden. Im Vorlauf der Auktionen konnten die Kunstwerke jeweils in der Galerie öffentlich besichtigt werden. Gustav Pisko betätigte sich mit einem eigenen Verlag als Herausgeber und Verleger der zugehörigen bebilderten Auktionskataloge, an denen er teilweise auch als Autor mitwirkte. 
In den Jahren 1907 und 1908 arbeitete Arthur Roessler, der heute vor allem als Förderer Egon Schieles bekannte Kunstschriftsteller, als wissenschaftlicher Mitarbeiter und künstlerischer Beirat für Pisko. Gemeinsam mit ihm gab Pisko in seinem Verlag 1907 eine umfangreiche, zweibändige Monographie (Text- und Bildband) über Leben, Schriften und Œuvre des bedeutenden österreichischen Malers Ferdinand Georg Waldmüller heraus. Diese Luxusausgabe mit goldgeprägtem Einband wurde in einer streng limitierten einmaligen Auflage von 500 handschriftlich nummerierten und einigen Pflicht- und Dedikationsexemplaren gedruckt.
Zu den regelmäßigen Gästen des Kunstsalons Pisko zählte auch der kunstinteressierte österreichische Kaiser Franz Joseph I., der anlässlich der Eröffnung neuer Ausstellungen gerne den Salon in Begleitung eines Flügeladjutanten aufsuchte. Die Wiener Presse berichtete jedes Mal ausführlich über diese Besuche, die meist ungefähr eine halbe Stunde dauerten und eine Ansammlung von Menschen vor dem Gebäude zur Folge hatten, die dem Kaiser beim Verlassen der Galerie zujubelten. Den Zeitungsberichten zufolge liefen die Besuche meist so ab, dass Gustav Pisko den Kaiser am Eingang willkommen hieß – einmal wird berichtet, sein Töchterchen habe dem Kaiser dabei einen Blumenstrauß überreicht – und dann plaudernd mit ihm die Treppe zu den Ausstellungsräumen hinaufstieg. Oben warteten jeweils die ausstellenden Künstler, die vom Kaiser mit Handschlag begrüßt wurden und dann die Führung durch die Ausstellungsräume übernahmen. Zum Abschied bedachte der Kaiser sowohl die Künstler als auch den Galeristen, der ihn wieder hinunter begleitete, mit freundlichen, lobenden Worten.
Nach Piskos Tod fanden in der Galerie noch mehrere Ausstellungen des Österreichischen Künstlerbundes statt. Die Geschäftsräume wurden 1914 von der Kunsthandlung Wawra übernommen und weitergeführt.
1914 hatte der Weimarer Landschaftsmaler Franz Bunke im Salon eine Ausstellung, zu der von Albin Egger-Lienz eine achtseitige Broschüre herausgegeben wurde.